# Ba (država)
Ba (kitajsko 巴, pinjin Bā) je bila staroveška država v vzhodnem Sečuanu, Kitajska. Njena prva prestolnica je bil Jičeng, zdaj Enši v provinci Hubej. Ba je leta 316 pr. n. št. osvojil Čin. Zgodovinsko ljudstvo Bo in sodobno ljudstvo Tudžja izvirata iz ljudstva Ba.
Ba je pogosto opisan kot ohlapna konfederacija ali združenje poglavarjev neodvisnih klanov, ki so priznavali skupnega kralja. Klani Ba so bili zelo raznoliki. Arheološke najdbe kažejo, da se je ljudstvo Ba ukvarja predvsem z ribolovom in lovom, manj s kmetijstvom in brez dokazov o namakanju polj.

## Ozemlje
Ba je prvotno zasedal ozemlje v dolini reke Han s prestolnico  Jičeng v  provinci Hubej. Vzpon Čuja je potisnil Ba proti zahodu in naprej v Sečuansko kotlino. Širitev Čuja ja prisila Ba tudi na večkratno selitev prestolnice. Po zapisih v Kronikah Huajanga iz 4. stoletja, ki jih je zbral Čang Ču, so med prestolnice ali upravna  središča spadali tudi Džjangdžov (Čongčing), Djandžjang (okrožje Hečuan), Pingdu (Fengdu) in nazadnje Langdžong. V obdobju vojskujočih se držav so na Ba mejile močne države Čin, Ču in Šu.  

## Zgodovina
Najstarejše dokaze o naselitvi v regiji so odkrili na najdišču Heliang v bližini Fengduja. Stari so okoli 15.000 let. Neolitsko najdišče pri Dašiju je iz obdobja  od 5000 do 3000 pr. n. št., medtem ko je  Džongbi v Džongšjanu iz poznega neolitika (okoli 2000 pr. n. št.).
Po Knjigi poznejšega Hana je bil ustanovitelj države Ba lord Lin (廪君). V državi je bilo prvotno pet klanov: Ba, Fan (樊), Šen (瞫), Šjang (相) in Dženg (鄭 鄭), Klani so poglavarja izbirali na tekmovanju: 
Klani še niso imeli voditelja, ampak so preprosto častili duhove in božanstva, zato so se dogovorili: vodja bo tisti, ki bo z bodalom zadel določeno razpoko visoko v kamniti steni. Med vsemi tekmovalci je razpoko zadel samo Vušjang iz klana Ba. Na naslednji tekmi so vsakemu tekmovalcu dali preprost čoln in prisegli: "Kdor se bo spustil [po  teh divjih vodah], bo glavni!" Spet je zmagal Vušjang, vso drugi čolni pa so potonili. Vušjang je postal glavni in so ga klicali lord Lin.
- Knjiga poznega Hana}}
Lord Lin je povedel svoje ljudstvo v Jičeng v sedanjem jugozahodnem Hubeju. Prvo središče je bil Peiling, znan tudi kot Dži, kjer so tudi pokopavali prve kralje Baja. Pleme Ba je kasneje absorbiralo druga plemena, med njimi  Pu (濮), Dzong (賨), Džu (苴), Gong (龔), Nu (奴), Rang (獽), I (夷) in Dan (蜑). Ba je bil v resnici konfederacija različnih skupin. Puji, na primer, so bil naseljeni od Henana do Gujdžova in so se zaradi svoje različnosti imenovali tudi Sto Pujev (百濮). Džu je bila država v severnem osrednjem Sečuanu, Dani naj bi živeli ob vodi, Rangi pa v  jugovzhodnem delu Ba. Ba je bila znana po pokopih v pečinah.
Dežela Ba je omenjena na kosteh za prerokovanje v preročišču dinastije Šang iz 13. stoletja pr. n. št. Kralj Šanga je razmišljal o napadu na Ba.
Ba je morda pomagala ustanoviteljem dinastije Džov pri strmoglavljenju Šanga v bitki pri Mujeju leta 1046 pr. n. št., vendar se v pisnih virih prvič pojavi šele  leta 703 pr. n. št. Dzuo Džvan piše, da je Ba sodeloval v skupni vojaški operaciji s Čujem proti Dengu. Čeprav je Ču včasih posegel na ozemlje Ba, je imel z Ba zapleten odnos z močnimi trgovinskimi in zakonskimi vezmi. Ču je v svoji vojski zaposloval tudi številne plačance iz Ba. Ta praksa je Čuju včasih povzročala težave. Znan je primer, da so se plačanci Ba v službi Čuja uprli in leta 676 ali 675 pr. n. št. oblegali njegovo prestolnico. 
Dzuo Džvan je opisal Ba kot eno od južnih dežel, zvestih Džovu. Zdi se, da je dinastija Džov vzdrževala tesne odnose z državo Ba. Nekaterim vladarjem je celo dovolila, da se naslavljajo kot kralji, sami pa so sklepali zakonske zveze z ženskami iz Ba.
Leta 316 pr. n. št. sta se Ba in Ču povezala s Činom, da bi napadla Šu. Čin se je po uspešni osvojitvi Šuja takoj obrnil proti svojima zaveznikoma in ujel zadnjega kralja Ba. Država Ba je ugasnila in se pretvorila v poveljstvo kraljestva Čin. Čin je Ba v nasprotju s Šujem  dovolil ohraniti neposredno vladavino in ni vsilil obsežnih migracij ljudi iz Čina na ozemlje Ba. Elita Ba je bila kasneje marginalizirana s politiko deli in vladaj.

## Kultura
Pomemben element mitologije Ba je bil tiger, zlasti beli tiger. Arheološke najdbe z ozemlja Ba pogosto vsebujejo motive tigra. Med druge značilnosti spadajo zakrivljeni meči, krste v obliki čolna in bronasti bobni čunju (錞于), s katerimi so se sporazumevali v bitki. Vojskovanje je igralo pomembno vlogo v družbi Ba. Ljudstvo Ba je bilo znano po svojih vojnih pesmih in plesih. 
Ba in Šu sta razvili svoje pisave, odkrite na bronastih predmetih. Obstajale so tri pisave: piktografska, značilna za Ba, in dve (morda fonetski) pisavi, odkriti v Ba in Šu. Nobene od pisav še ni razvozlana. 